# Paweł de Geslin
Paweł de Geslin właściwie Paul Alexandre de Geslin de Kersolon (ur. 27 marca 1817 w Rennes, zm. 28 listopada 1888 w Wersalu) – francuski ksiądz katolicki; pallotyn w latach 1846 - 1852; uczestnik Soboru Watykańskiego I.
Ks. Paweł de Geslin św. Wincentego Pallottiego poznał podczas swych studiów w Rzymie w 1844. Święcenia kapłańskie przyjął w 1846, zaś do Kongregacji założonej przez Pallottiego oficjalnie wstąpił w 1848, składając uroczystą konsekrację wraz z ks. Karolem Orlandim i ks. Rafałem Melią. Po nieudanych wysiłkach, by dzieło Świętego przeszczepić do Francji, wystąpił z Kongregacji i poświęcił się pracy pisarskiej.
Był kapelanem w więzieniu na Zamku Anioła w Rzymie.
W 1847 współorganizował Seminarium Francuskie w Rzymie.

## Publikacje
- Ecrits et lettres. Textes établis et annotés par Bruno Bayer, Paris 1972.
- Le vènèrable Vincent Pallotti, Paris 1972. (wydanie polskie: Czcigodny Wincenty Pallotti, Warszawa 1988. ISBN 83-7014-077-7)